# Yuhong (socken i Kina)
Yuhong (kinesiska: 玉洪瑶族乡, 玉洪) är en socken i Kina. Den ligger i den autonoma regionen Guangxi, i den södra delen av landet, omkring 260 kilometer nordväst om regionhuvudstaden Nanning. Antalet invånare är 21105. Befolkningen består av 10 047 kvinnor och 11 058 män. Barn under 15 år utgör 26,0 %, vuxna 15-64 år 66 %, och äldre över 65 år 7,0 %.
Genomsnittlig årsnederbörd är 1 609 millimeter. Den regnigaste månaden är juni, med i genomsnitt 346 mm nederbörd, och den torraste är februari, med 25 mm nederbörd.